# Хоннингсвог

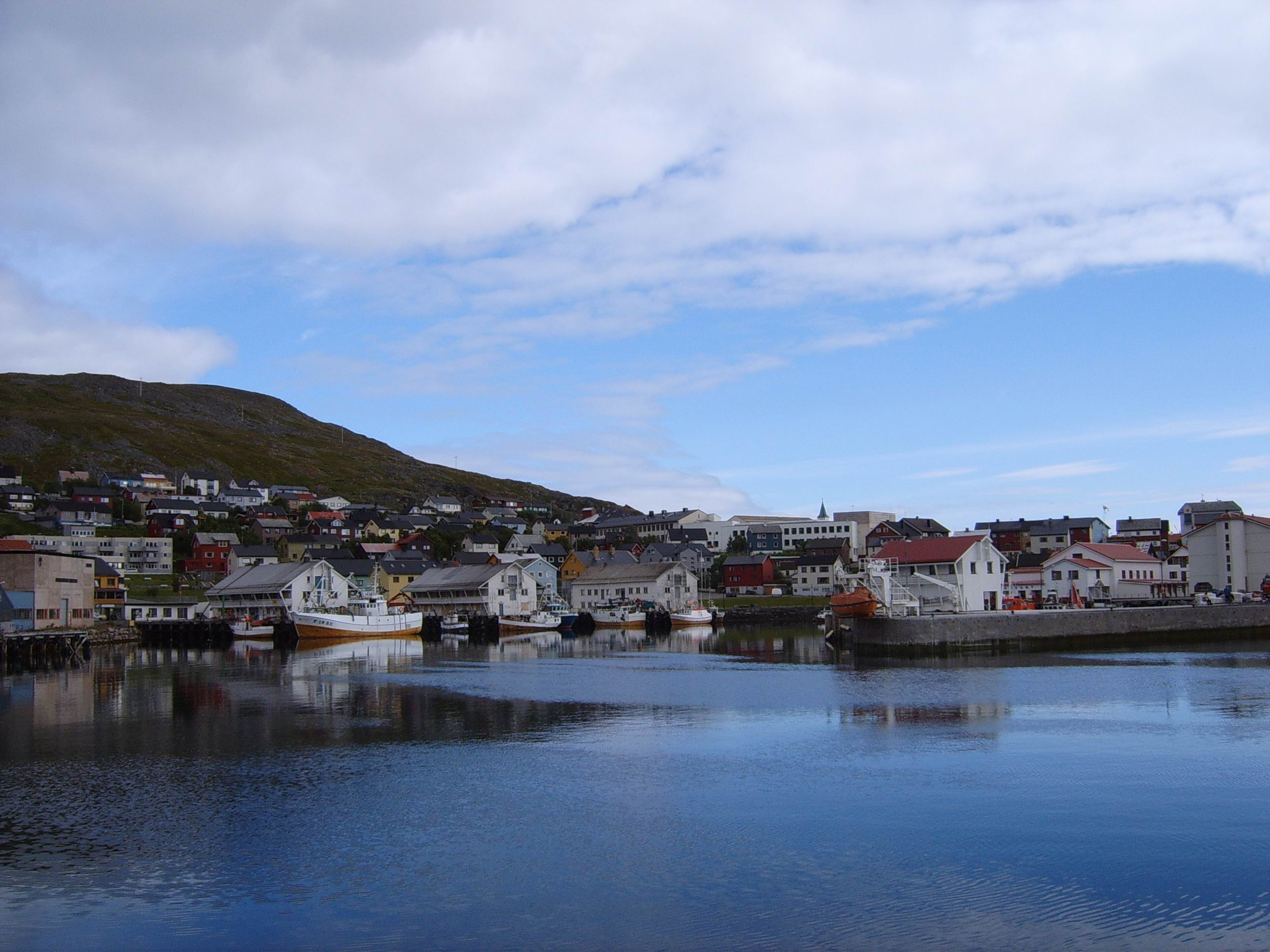
Вид города

Хо́ннингсвог (норв. Honningsvåg, сев.-саамск. Áváhki или Honnesváhki) — город в Норвегии, в фюльке Финнмарк. Расположен в устье Порсангер-фьорда, на южной оконечности острова Магерёйа, на котором также находятся мысы Нордкап и Кнившелльодден — северная оконечность Европы. Главное поселение и административный центр муниципалитета Нордкап.
Получил статус города в 1996 году. В 1997 году в Норвегии был принят закон, согласно которому городом мог считаться только населённый пункт с более чем 5000 жителей, но так как Хоннингсвог был объявлен городом до принятия закона, то статус сохранили. Благодаря этому считается одним из самых маленьких городов Норвегии, а также одним из самых северных городов Европы.
В порт Хоннингсвога заходит множество круизных лайнеров, кроме того, здесь совершают остановку корабли Hurtigruten, следующие вдоль берега Норвегии по маршруту Берген—Киркенес—Берген. 
В городе имеется аэропорт с ежедневными рейсами в Тромсё, Хаммерфест и другие населённые пункты, главным образом в провинции Финнмарк.
В городе имеются музей и деревянная церковь постройки 1885 года.

## Известные жители
- Хокон Кюллингсмарк (1915—2003), политик (Хёйре)
- Тур Вит (1918—1997), епископ Бьёргвинской епархии
- Йель Сандвик (1929—1992), писатель
- Кнут Эрик Йенсен (1940), режиссёр
- Бьярне Хольст (1944—1993), художник
- Ингунн Омодт (1965), детский писатель
- Ильде Вёни Йоакимсен (1973), телеведущий
- Ингеборг Арвола (1974), писатель